# 彭俊豪
彭俊豪（1982年8月15日—），中華民國政治人物，現任桃園市議會議員、桃園市議會民主進步黨黨團幹事長，前立法委員、桃園市果菜市場公司董事長彭添富之子。

## 生平
彭俊豪分别毕业于英國南安普敦大學社會科學碩士及開南大學公共事務管理學系碩士，其負笈英國的推薦信由蔡英文撰寫，就讀期間專攻社會福利，著墨研究老人福利議題。學成回國後，他擔任桃園創新技術學院講師，主要在老人學領域部分教學。2014年，彭俊豪參與民進黨桃園縣議員初選，在初選民調中超越幾位連任多屆的老將，震撼中壢政壇。同年，他以約一萬三千票當選為市議員，並於2018年、2022年連任，2022年以選區最高票連任。
2020年，彭俊豪首度出戰中壢區立法委員，與前中壢市長、兩屆最高票的市議員魯明哲競爭。該選區過往被視為深藍選區，彭俊豪在參選時因與魯明哲實力有顯著差距而不被看好。由於泛綠陣營分裂，時代力量林佳瑋獲一萬七千票，結果彭俊豪以約一萬票差距落選。2024年，彭俊豪再度出戰中壢區立委，挑戰連任的魯明哲。是次選舉彭俊豪以約六千票的差距未能當選，因勤跑基層且不分顏色服務、態度謙和有禮獲更多人支持，得票率及票數皆有所上升。

## 外號
由於彭俊豪的長相與歌手周杰倫較為相似，因此新聞媒體在報導關於彭的新聞時主要以「桃園周杰倫」或「中壢周杰倫」為標題。

## 選舉紀錄
| 年度 | 選舉屆數             | 選舉區           | 所屬政黨   | 得票數 | 得票率 | 當選標記 | 備註 |
| ---- | -------------------- | ---------------- | ---------- | ------ | ------ | -------- | ---- |
| 2014 | 第一屆桃園市議員選舉 | 桃園市第七選舉區 | 民主進步黨 | 12,967 | 7.22%  |          |      |
| 2018 | 第二屆桃園市議員選舉 | 桃園市第七選舉區 | 民主進步黨 | 11,328 | 6.03%  |          |      |
| 2020 | 第十屆立法委員選舉   | 桃園市第三選舉區 | 民主進步黨 | 90,148 | 42.58% |          |      |
| 2022 | 第三屆桃園市議員選舉 | 桃園市第七選舉區 | 民主進步黨 | 21,667 | 11.06% |          |      |
| 2024 | 第十一屆立法委員選舉 | 桃園市第三選舉區 | 民主進步黨 | 95,581 | 43.87% |          |      |

## 外部連結
- 彭俊豪的Facebook專頁
- 彭俊豪的Threads